# كارولين كوين (صحفية)
كارولين كوين (بالإنجليزية: Carolyn Quinn)‏ هي مقدمة تلفزيونية وصحفية بريطانية، ولدت في 22 يوليو 1961 في Camberwell ‏ في المملكة المتحدة.

## وصلات خارجية
- كارولين كوين على موقع IMDb (الإنجليزية)